# Juvonte Reddic
Juvonte Reddic (Winston-Salem, Carolina del Norte, 23 de mayo de 1992) es un baloncestista estadounidense que pertenece a la plantilla de Astros de Jalisco. Con 2,06 metros de estatura, juega en la posición de ala-pivot.

## Trayectoria deportiva
Reddic es un jugador formado en la Universidad de la Mancomunidad de Virginia en la que jugó durante cuatro temporadas con los VCU Rams. 
Tras no ser elegido en el Draft de la NBA de 2014, el 6 de agosto de 2014, firmó con Victoria Libertas Pesaro de la Lega Basket Serie A para la temporada 2014-15. En enero de 2015, tras jugar 15 partidos con Pesaro en los que promedió 8,93 puntos por encuentro, dejó Pesaro y firmó con Virtus Bolonia por el resto de la temporada con el que disputaría 18 partidos promediando 6,61 puntos por encuentro en la Lega Basket Serie A.
En julio de 2015, Reddic se unió a los Brooklyn Nets para la Liga de Verano de la NBA de 2015. El 31 de octubre de 2015, Reddic fue seleccionado por Canton Charge en la tercera ronda del draft de la NBA Development League de 2015. Con Canton Charge disputaría 43 partidos en la NBA G League, donde promediaría 8,98 puntos por encuentro.
El 22 de agosto de 2016, Reddic firmó con el equipo griego del Kolossos Rodou BC, con el que conseguiría el MVP de la liga griega de baloncesto durante varias jornadas.
En la temporada 2017-18, se marcha a Bélgica para jugar en las filas del Belfius Mons-Hainaut de la Pro Basketball League.
En verano de 2018, Reddic firmó por Falco KC Szombathely de la Liga Húngara en el que jugaría durante dos temporadas. En la temporada 2019-20 promedió 15,4 puntos y 5,4 rebotes por partido. 
El 29 de mayo de 2020, firma con el Chorale Roanne Basket de la Pro A francesa.
En el verano de 2022 fichó por el Ironi Kiryat Ata B.C. de la Ligat ha'Al israelí.